# Vladimir Matetić
Vladimir Matetić, hrvaški general, * 22. junij 1911, † ?.

## Življenjepis
Leta 1941 je vstopil v KPJ in naslednje leto v NOVJ. Vojno je končal kot poveljnik 10. korpusa.
Po vojni je končal VVA JLA, bil načelnik Letalske vojaške akademije, načelnik Štaba Jugoslovanskega vojaškega letalstva,...